# Tim Weaver
Tim Weaver (* 1977, Bath) je současný britský spisovatel známý zejména díky detektivním thrillerům s Davidem Rakerem, detektivem, který se specializuje na hledání pohřešovaných lidí.

## Život
Původním povoláním je novinář, působil jako redaktor řady časopisů. Ač byl jako novinář úspěšný, dal s postupem života přednost dráze spisovatele. Počínaje „Honem na mrtvého” tak vzniklo zatím třináct románů, jejichž středobodem se stal soukromý detektiv David Raker, specialista na hledání pohřešovaných osob. Weaverův čtvrtý román, „Není cesty zpět”, byl prezentován v prestižním britském knižním pořadu Richard and Judy Book Club. Následující dílo se v týdnu, kdy bylo vydáno, vyšplhalo na druhou příčku nejprodávanějších knih. „Údolí mrtvých” a „Ztracený” se dokonce dostaly na první místo v žebříčcích prodejnosti elektronických titulů. Weaver byl rovněž nominován v rámci britského literárního ocenění National Book Awards.
Tim Weaver studoval Norton Hill School v Somersetu. Je velkým fanouškem fotbalu, fandí Arsenalu a Bath City FC. Je ženatý, má malou dceru a celá rodina žije nedaleko Bathu v jihozápadní Anglii.

### David Raker
| Č. | Původní název          | Český název       | Původní publikace | Česká publikace | Vydavatelství | České ISBN             |
| -- | ---------------------- | ----------------- | ----------------- | --------------- | ------------- | ---------------------- |
| 1  | Chasing the Dead       | Hon na mrtvého    | 2010              | 19. března 2018 | Mystery Press | ISBN 978-80-7588-045-1 |
| 2  | The Dead Tracks        | Údolí mrtvých     | 2011              | 15. června 2018 | Mystery Press | ISBN 978-80-7588-061-1 |
| 3  | Vanished               | Ztracený          | 2012              | 10. srpna 2018  | Mystery Press | ISBN 978-80-7588-084-0 |
| 4  | Never Coming Back      | Není cesty zpět   | 2013              | 24. října 2016  | Mystery Press | ISBN 978-80-88096-47-4 |
| 5  | Fall From Grace        | Bez slitování     | 2014              | 29. března 2016 | Mystery Press | ISBN 978-80-88096-20-7 |
| 6  | What Remains           | Němé oběti        | 2015              | 19. června 2017 | Mystery Press | ISBN 978-80-88096-82-5 |
| 7  | Broken Heart           | Zlomené srdce     | 2016              | 26. října 2017  | Mystery Press | ISBN 978-80-7588-005-5 |
| 8  | I Am Missing           | Muž bez minulosti | 2017              | 9. května 2019  | Mystery Press | ISBN 978-80-7588-112-0 |
| 9  | You Were Gone          | Žena mého života  | 2018              | 30. září 2019   | Mystery Press | ISBN 978-80-7588-140-3 |
| 10 | No One Home            | Nikdo není doma   | 2019              | 13. května 2020 | Mystery Press | ISBN 978-80-7588-179-3 |
| 11 | The Shadow at the Door | Stín ve dveřích   | 2021              | 11. května 2022 | Mystery Press | ISBN 978-80-7588-347-6 |
| 12 | The Blackbird          | Nářek drozda      | 2022              | 2. května 2023  | Mystery Press | ISBN 978-80-7588-457-2 |
| 13 | The Last Goodbye       | Poslední sbohem   | 2023              | 6. května 2024  | Mystery Press | ISBN 978-80-7588-613-2 |
| 14 | The Missing Family     | bude oznámeno     | 2024              | bude oznámeno   | Mystery Press | bude oznámeno          |

### Samostatné
| Původní název  | Český název      | Původní publikace | Česká publikace | Vydavatelství | České ISBN             |
| -------------- | ---------------- | ----------------- | --------------- | ------------- | ---------------------- |
| Missing Pieces | Ztracené střípky | 2021              | 24. května 2021 | Mystery Press | ISBN 978-80-7588-271-4 |